# Couvains (Orne)
Couvains és un municipi francès situat al departament de l'Orne i a la regió de Normandia. L'any 2007 tenia 206 habitants.

## Demografia

### Població
El 2007 la població de fet de Couvains era de 206 persones. Hi havia 79 famílies de les quals 25 eren unipersonals (17 homes vivint sols i 8 dones vivint soles), 25 parelles sense fills i 29 parelles amb fills.
La població ha evolucionat segons el següent gràfic:
Habitants censats

### Habitatges
El 2007 hi havia 124 habitatges, 77 eren l'habitatge principal de la família, 42 eren segones residències i 4 estaven desocupats. Tots els 124 habitatges eren cases. Dels 77 habitatges principals, 58 estaven ocupats pels seus propietaris, 14 estaven llogats i ocupats pels llogaters i 5 estaven cedits a títol gratuït; 3 tenien dues cambres, 14 en tenien tres, 13 en tenien quatre i 46 en tenien cinc o més. 65 habitatges disposaven pel capbaix d'una plaça de pàrquing. A 31 habitatges hi havia un automòbil i a 39 n'hi havia dos o més.

### Piràmide de població
La piràmide de població per edats i sexe el 2009 era:
| Homes | Edats   | Dones |
| ----- | ------- | ----- |
| 0     | 95 o +  | 0     |
| 0     | 90 a 94 | 0     |
| 4     | 85 a 89 | 0     |
| 4     | 80 a 84 | 0     |
| 4     | 75 a 79 | 8     |
| 8     | 70 a 74 | 8     |
| 0     | 65 a 69 | 4     |
| 0     | 60 a 64 | 4     |
| 0     | 55 a 59 | 4     |
| 4     | 50 a 54 | 0     |
| 4     | 45 a 49 | 4     |
| 12    | 40 a 44 | 4     |
| 0     | 35 a 39 | 12    |
| 0     | 30 a 34 | 0     |
| 0     | 25 a 29 | 0     |
| 0     | 20 a 24 | 0     |
| 4     | 15 a 19 | 4     |
| 0     | 10 a 14 | 16    |
| 8     | 5 a 9   | 8     |
| 4     | 0 a 4   | 0     |

## Economia
El 2007 la població en edat de treballar era de 120 persones, 88 eren actives i 32 eren inactives. De les 88 persones actives 78 estaven ocupades (47 homes i 31 dones) i 9 estaven aturades (5 homes i 4 dones). De les 32 persones inactives 11 estaven jubilades, 10 estaven estudiant i 11 estaven classificades com a «altres inactius».

### Ingressos
El 2009 a Couvains hi havia 69 unitats fiscals que integraven 175 persones, la mediana anual d'ingressos fiscals per persona era de 18.528 €.

### Activitats econòmiques
Dels 7 establiments que hi havia el 2007, 2 eren d'empreses de fabricació d'altres productes industrials, 2 d'empreses de construcció, 1 d'una empresa de comerç i reparació d'automòbils, 1 d'una empresa financera i 1 d'una empresa de serveis.
Dels 3 establiments de servei als particulars que hi havia el 2009, 1 era una lampisteria, 1 electricista i 1 veterinari.
L'any 2000 a Couvains hi havia 21 explotacions agrícoles que ocupaven un total de 1.393 hectàrees.

## Poblacions més properes
El següent diagrama mostra les poblacions més properes.